# Refik Cevdet Kalpakçıoğlu
Refik Cevdet Kalpakçıoğlu, né en 1886 et mort le 6 février 1959 à Istanbul, est un enseignant et dirigeant sportif turc. Il est l’un des membres fondateurs du Galatasaray SK et a été président du club à deux reprises.

## Biographie

### Jeunesse et formation
Refik Cevdet Kalpakçıoğlu naît en 1886 dans l’Empire ottoman. Il effectue sa scolarité au Lycée de Galatasaray, dont il sort diplômé en 1904.

### Carrière d’enseignant
En 1910, il rejoint le corps professoral du Lycée Galatasaray, où il enseigne jusqu’en 1925. Sous la direction de Tevfik Fikret, il participe également à la gestion administrative de l’établissement.

### Engagement au Galatasaray SK
Kalpakçıoğlu est l’un des membres fondateurs du Galatasaray SK, occupant le 7ᵉ rang sur la liste des fondateurs.
| Selon les statuts officiels du Galatasaray SK, Refik Cevdet Kalpakçıoğlu occupait la fonction de secrétaire lors de l’enregistrement officiel du club en 1913 |

Il devient président du club à deux reprises :
- du 15 mai 1919 au 10 décembre 1922, succédant à Ali Sami Yen et précédant Yusuf Ziya Öniş ;
- du 12 août 1934 au 8 février 1935, succédant à Ali Haydar Barşal et précédant Ethem Menemencioğlu.

### Vie personnelle
Marié, il est père de plusieurs enfants, dont Özdemir Kalpakçıoğlu, diplômé du Lycée Galatasaray en 1951.

### Décès
Il meurt le 6 février 1959 à Istanbul.